# 릿토 트레센

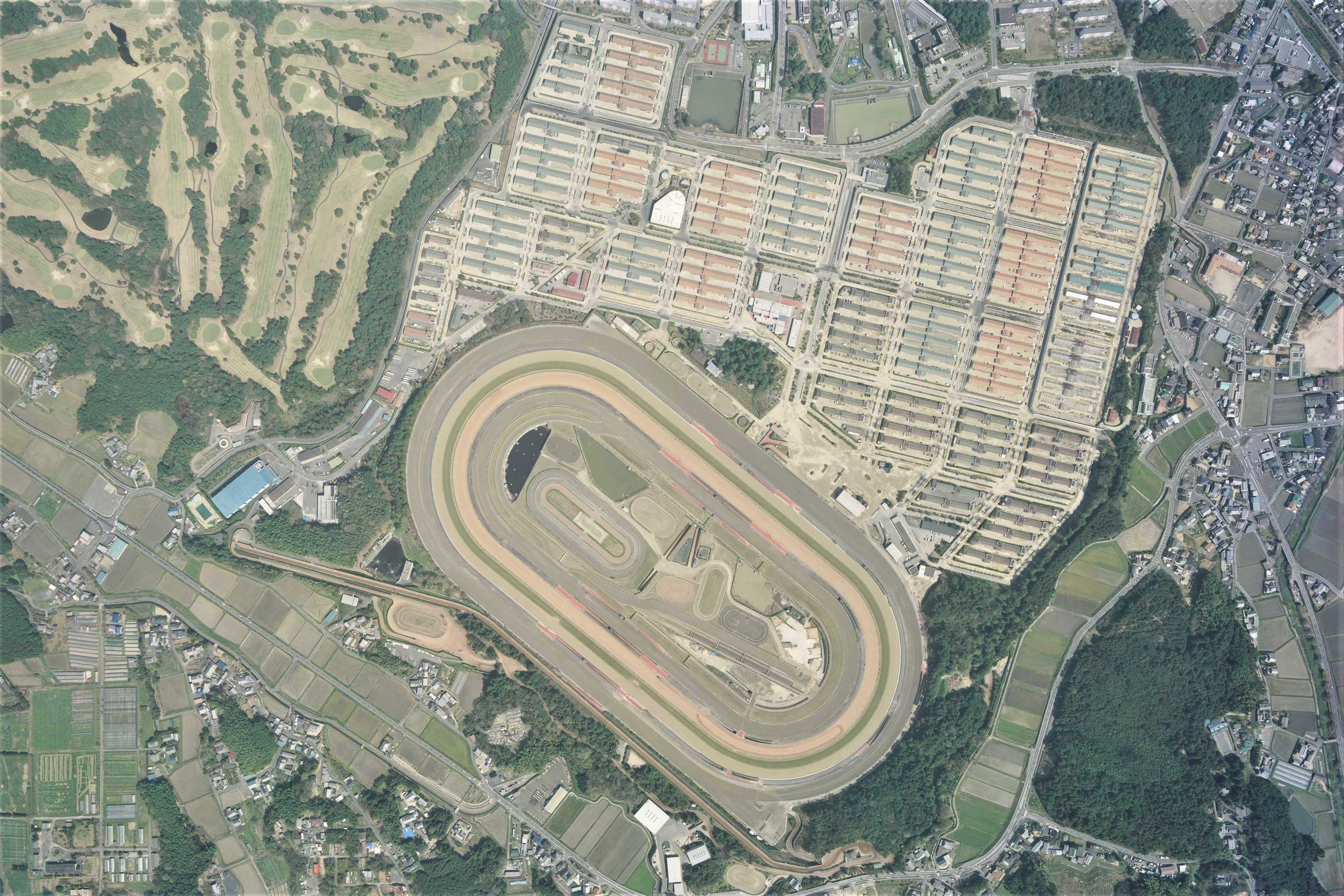

릿토 트레이닝센터(일본어: 栗東トレーニングセンター)는 시가현 릿토시에 소재한 일본중앙경마회(JRA) 시설(트레센)이다. 중앙경마 서일본지구의 조교거점이다.
최대 2,000 마리를 수용가능한 마방을 갖추고, 6개 코스를 가진 트랙형 조교코스, 1,085 미터 비탈길 조교 마장, 경주마 스위밍풀, 소요마장 등 다양한 조교시설을 가지고 있다.